# John Rollin Ridge
John Rollin Ridge, també conegut com a Yellow Bird o Cheesquatalawny (New Echota, Geòrgia, 1827-1867) fou un escriptor cherokee, fill de John Ridge i una blanca, i net de Major Ridge. Fou testimoni del seu assassinat el 1839 i marxà a Oklahoma. Estudià dret i es casà amb una blanca. Oposat a John Ross, el 1849 assassinà David Kell, potser un dels assassins del seu pare, i hagué de fugir a Califòrnia, on va escriure The Life and Adventures of Joaquín Murieta, the Celebrated California Bandit (1854) i es dedicà al negoci editorial, des d'on defensà que el govern federal fes polítiques assimilacionistes i de protecció dels indis. Durant la Guerra civil americana es declarà partidari de la Unió, però després es posà de part dels confederats. Un cop acabada, el 1866 anà a Washington amb Stand Watie i altres per defensar els drets del seu poble.